# Gazzetta italiana
La Gazzetta italiana è stato un giornale patriottico, con cadenza bisettimanale e trisettimanale, fondato a Parigi nel 1845.

## Storia
La Gazzetta italiana nacque tra gli emigrati italiani, soprattutto meridionali, che vivevano a Parigi con l'intenzione di patrocinare in Italia centrale un regno governato da un discendente della famiglia Bonaparte. Il compito di fondare una testata con queste caratteristiche era stato affidato a Luigi Masi, il quale individuò in Marino Falconi, giornalista dal dubbio passato, espulso dalla Toscana nel 1842 e condannato a Roma nel 1837 per «falsità, truffa e calunnie», il personaggio adatto a realizzare il progetto. Grazie al sostegno di illustri intellettuali quali Giovan Pietro Vieusseux e Gino Capponi, il giornale aprì i battenti a Parigi il 15 febbraio 1845. Carlo Bonaparte, figlio di Luciano e nipote di Napoleone, accettò di finanziarne la pubblicazione, salvo abbandonare improvvisamente il progetto, lasciando la testata in una situazione che rischiò di portarla immediatamente alla chiusura.
Dopo pochi numeri il direttore Falconi si vide costretto a chiedere aiuto per salvare la Gazzetta, e ottenne in luglio il denaro necessario dalla principessa Cristina Trivulzio di Belgiojoso, che si impegnò a scrivervi personalmente e a trovare autori disposti a fornire la loro collaborazione. La nobildonna rilevò Falconi alla direzione, riuscendo ad ottenere l'adesione di Giuseppe Massari e Pier Silvestro Leopardi. Tuttavia, nonostante l'impegno e l'apprezzamento di una parte della comunità italiana, il giornale continuò ad avere un'esistenza travagliata, proibito in Italia e criticato da molti patrioti per le posizioni troppo moderate.
A questo si aggiunse la disapprovazione di Terenzio Mamiani (che rifiutò il posto di direttore) e Vincenzo Gioberti, contrariati nel vedere una donna a capo di un'impresa giornalistica. Gioberti arrivò a rimproverare a Cristina la mancanza di «riserva e verecondia» per aver abbandonato il ruolo fondamentalmente domestico che, a suo dire, competeva alle donne.
Nemmeno Mazzini si dimostrò tenero, manifestandosi critico soprattutto verso Falconi e Massari – dimissionario dopo pochi mesi –, definendo la Gazzetta un periodico fatto per spillare denaro ai «gonzi». La posizione della testata era chiaramente in favore delle opinioni di Gioberti – al di là delle polemiche – e Cesare Balbo (Massari aveva dedicato i suoi primi due articoli ai Prolegomeni del primo e alle Speranze d'Italia del secondo, elogiandoli come massimi contributi alla causa risorgimentale), orientate verso una filosofia illuminista e moderata, lontana dalla lotta armata mazziniana. Questo atteggiamento causò altri violenti attacchi, come quello contenuto nella lettera che il mazziniano Giambattista Ruffini inviò alla Gazzetta, disgustato dai suoi redattori, «uccisori dell'entusiasmo». La Belgiojoso, che rispose duramente a Ruffini, stigmatizzando l'attivismo come estremismo che portava innumerevoli persone alla morte, confidava all'amico banchiere Giacomo Ciani di sperare che il foglio riuscisse almeno a mostrare agli italiani l'importanza dei «problemi di amministrazione, di finanza e di Governo».
Nella missiva al Ciani, Cristina manifestava la propria soddisfazione per il ruolo di «opposizione moderata e pacifica» svolto dal periodico, il quale «gode molto favore in Italia [...] ed i governi ne tollerano per lo più l'entrata, sebbene in minima parte sia ammesso liberamente». Tuttavia, il contributo richiesto nella lettera al Ciani e al fratello del destinatario, Filippo, non fu concesso.
Notevole impegno fu profuso, com'è naturale, a favore della diffusione del giornale in Italia, dove la direttrice rientrò in autunno, lasciando la redazione francese in mano a Falconi. Nella penisola si avvalse dell'aiuto dell'amico Gaetano Stelzi, cui chiese di mettersi alla ricerca di denaro e collaboratori. Lei stessa convinse una firma illustre a scrivere sul foglio: quella di Angelo Brofferio. La Gazzetta godette di particolare considerazione in Toscana, dove Giuseppe Montanelli la lodò, licenziando articoli per la testata. Secondo Montanelli, il periodico era diventato «una bandiera di riformismo», uno strumento importante per contrastare quelle azioni che disperdono «inutilmente le nostre forze in conati impotenti di rivoluzioni violente».
La reazione austriaca non si fece attendere e portò rapidamente alla chiusura del giornale: il 16 dicembre uscì il 93º e ultimo numero. Il conte Johann Baptist Spaur, Governatore del Lombardo-Veneto, motivò in questo modo l'inasprimento dei controlli, rispondendo il 10 febbraio 1846 a una lettera che la principessa gli aveva inviato cinque giorni prima: «Mettetevi, signora Principessa, al posto del Governo austriaco così apertamente attaccato da detto articolo [uno scritto di Cristina in cui si negava agli austriaci il diritto di possedere province in Italia] e dovrete concordare che il meno che il Governo austriaco possa fare è di non concedere le armi destinate a ferirlo».
La Belgiojoso prese atto dell'impossibilità di continuare con la pubblicazione, e decise di profondere le proprie energie in una nuova impresa, fondando l'Ausonio nel marzo del 1846.